# 湖南咨议局
湖南咨议局是1909年至1911年间在湖南省设立的咨议局。

## 历史
1907年，清政府预备立宪，决定于各省设立咨议局。1909年10月14日，湖南咨议局正式在长沙府学宫明伦堂宣告成立，谭延闿为议长，冯锡仁、曾熙为副议长。辛亥革命爆发后撤销。

## 议员
湖南咨议局议员共计84人，包括定额82人，另有候补2人：
- 议长：谭延闿
- 副议长：曾熙、冯锡仁
- 议员：刘忠训、罗亮杰、王章永、黄自元、罗杰、刘润珩、李恒泽、刘本钟、郭景鏊、谭兆元、刘国泰、丁蕃绶、周广询、丁鸣盛、刘佐璇、易宗羲、范耀垣、陈炳焕、陈文玮、粟戡时、易宗夔、陈晋鑫、左学谦、龙璋、周熙埏、程希洛、黎尚雯、刘善渥、汤鲁璠、郑业树、周铭勋、谢宗海、李积璇、刘承孝、杨生春、侯昌铭、蒋定翎、李执中、曾继辉、萧湘柱、潘振铎、周毓丰、王鼎峙、李有珪、刘泽林、石秉钧、向荣、刘献典、吕鼎元、萧鲤祥、周名建、陈兆葵、罗蔚廷、钟才宏、钟逢优、唐右桢、丁沅、皇甫天成、邹士桢、张文卿、冯士侗、李永翰、郑鼎、姚炳麟、胡璧、周鸿勋、洪泽灏、何步蟾、姜岳崧、杨若时、杨本沼、储世镜、何居怡、朱廷利、陈为鉴、彭施涤、杨廷珪、黄本昆、陆鸿逵、吴树声、何朝钦